# Mayville (Wisconsin)
Mayville ist eine Kleinstadt (mit dem Status „City“) im Dodge County im US-amerikanischen Bundesstaat Wisconsin. Im Jahr 2010 hatte Mayville 5154 Einwohner.

## Geografie
Mayville liegt im mittleren Südosten Wisconsins am East Branch Rock River, dem östlichen Quellfluss des Rock River. Dieser fließt durch die Staaten Wisconsin und Illinois und mündet in Rock Island in Illinois in den Mississippi. Etwa einen Kilometer westlich des Stadtrandes von Mayville beginnt die Horicon Marsh, ein Feuchtgebiet und Wildschutzgebiet.
Die Stadt erstreckt sich über eine Fläche von 8,5 km².
Nachbarorte von Mayville sind Oakfield (22,9 km nördlich), Lomira (17,4 km nordöstlich), Theresa (9,6 km ostnordöstlich), Iron Ridge (11,4 km südlich), Horicon (9,2 km südwestlich) und Waupun (27,7 km nordwestlich).
Die nächstgelegenen größeren Städte sind Green Bay, am Michigansee (142 km nordnordöstlich), Wisconsins größte Stadt Milwaukee (80,4 km südöstlich), Chicago in Illinois (230 km südsüdöstlich), Rockford in Illinois (169 km südsüdwestlich) und Wisconsins Hauptstadt Madison (92,4 km südwestlich).

## Verkehr
Im Zentrum von Mayville treffen die Wisconsin State Highways 28, 67 zusammen. Alle weiteren Straßen sind untergeordnete Landstraßen, teils unbefestigte Fahrwege sowie innerörtliche Verbindungsstraßen.
In Mayville ist der nördliche Endpunkt einer Nebenstrecke der Wisconsin and Southern Railroad (WSOR), einer regionalen (Class II) Frachtverkehrsgesellschaft.
Mit dem Dodge County Airport befindet sich 17,9 km westsüdwestlich ein kleiner Flugplatz. Die nächsten Verkehrsflughäfen sind der Dane County Regional Airport in Madison (88,4 km südwestlich) und der Milwaukee Mitchell International Airport in Milwaukee (90,4 Kilometer südöstlich).

## Bevölkerung
Nach der Volkszählung im Jahr 2010 lebten in Mayville 5154 Menschen in 2171 Haushalten. Die Bevölkerungsdichte betrug 606,4 Einwohner pro Quadratkilometer. In den 2171 Haushalten lebten statistisch je 2,33 Personen.
Ethnisch betrachtet setzte sich die Bevölkerung zusammen aus 96,6 Prozent Weißen, 0,2 Prozent Afroamerikanern, 0,2 Prozent amerikanischen Ureinwohnern, 0,6 Prozent Asiaten sowie 1,4 Prozent aus anderen ethnischen Gruppen; 1,0 Prozent stammten von zwei oder mehr Ethnien ab. Unabhängig von der ethnischen Zugehörigkeit waren 2,7 Prozent der Bevölkerung spanischer oder lateinamerikanischer Abstammung.
23,6 Prozent der Bevölkerung waren unter 18 Jahre alt, 59,7 Prozent waren zwischen 18 und 64 und 16,7 Prozent waren 65 Jahre oder älter. 50,6 Prozent der Bevölkerung war weiblich.
Das mittlere jährliche Einkommen eines Haushalts lag bei 56.445 USD. Das Pro-Kopf-Einkommen betrug 23.836 USD. 9,3 Prozent der Einwohner lebten unterhalb der Armutsgrenze.

## Bekannte Bewohner
- Charles Barwig (1837–1912) – demokratischer, abgeordneter des US-Repräsentantenhauses (1889–1895)[3] – lebte lange in Mayville und ist auf dem Graceland Cemetery beigesetzt[4]
- Paul O. Husting (1866–1917) – demokratischer US-Senator von Wisconsin (1915–1917)[5] – wuchs in Mayville auf
- Dick Ruedebusch (1924–1968) – Jazzmusiker
- Edward Sauerhering (1864–1924) – republikanischer Abgeordneter des US-Repräsentantenhauses (1895–1899)[6] – lebte in Mayville und ist auf dem Saint Marys Catholic Cemetery begraben.[7]